# 광장
광장(廣場,영어: square)은 도시의 중심부에 세워져서 공동체 모임에 쓰이는 열린 공간이다. 광장은 시청광장, 시민광장, 도시광장, 공공광장, 플라자 등의 각기 다른 이름으로 불린다. 기능적으로 대다수의 도시광장은 시장, 콘서트, 기념, 정치적 집회, 종교모임 등 다양하다. 이밖에 전문화된 기능을 갖춘 광장도 있으나, 본질적으로는 다용도 공간이다.

## 도시 계획
도시 계획에서 광장은 개방된 공간으로 설계되고, 대체로 직사각형의 모양을 띠고 있다. 몇몇 도시의 광장은 '국가적 광장'으로 불릴 정도로 거대하다.
최초의 도시 형성은 지금으로부터 적어도 6000년 전에 시작되었다. 도시 공간 안에 열린 대중 공간은 항상 존재해왔고, 매우 중요한 목적을 가졌다. 사회 발전과 도시 성장으로 광장은 더욱 많은 기능을 가졌다. 최초로 상품과 서비스를 교환하기 위한 중요한 통로로써 세워졌다. 광장의 또 다른 중요한 기능은 군사적 퍼레이드와 함께 통치자의 힘을 과시하기 위한 기회를 제공하는 것이다.
광장에서의 새로운 무기의 공개와 포로 및 전리품 과시, 적의 사살 등은 도시가 강력한 방위의 기능을 수행할 수 있도록 변모시킨다. 광장은 많은 사람들이 모이지만, 항상 개방된 대중 공간으로써 기능을 한다. 그 기능은 점차 확대되었다. (특정한 인물에 대한) 숭배의 장소일 수도 있고, 영구적 혹은 일시적인 시장으로 쓰이기도 하며, 혁명이나 반혁명의 선구자들에 대한 중요한 기념 장소이기도 하다. 또한 정치적·행정적 건물이 위치할 수도 있다.

## 국가별 광장

### 미국
- 타임스 스퀘어(미국 뉴욕): 미국을 상징하는 대표적인 상업적 지역이다.

### 러시아
- 궁전 광장(러시아 상트 페테르부르크): 제정 러시아의 중심지로 고안되었지만, 역설적이게도 러시아 혁명이 분출되는 시초가 되었다.
- 붉은 광장(러시아 모스크바): 야외 시장에서 기원하지만, 이후에는 소비에트 연방의 군사 퍼레이드와 노동절을 기념하는 행사를 벌였다.

### 영국
- 트라팔가 광장(영국 런던): 1805년에 있었던 트라팔가르 해전에서의 승리를 기념해서 만든 광장이다.

### 이탈리아
이탈리아어로 광장은 피아자(piazza)라고 불린다. 이탈리아, 몰타, 달마티아 지방에서도 광장을 일컫는 명칭이다. 에티오피아에서는 피아자라는 말이 도시의 구역을 말한다. 이탈리아 베네치아의 산 마르코 광장은 세계적으로 유명하다.

### 중화인민공화국
- 톈안먼 광장(중화인민공화국 베이징): 중국 공산당의 퍼레이드가 이루어지는 장소이고, 1989년에 있었던 민주화 시위인 톈안먼 사건이 일어나기도 했다.

## 같이 보기
- 대성당 광장(Cathedral Square)
- 플라자